# Переду-душ-Каштельянуш
Переду-душ-Каштельянуш (порт. Peredo dos Castelhanos)  —  район (фрегезия) в Португалии,  входит в округ Браганса. Является составной частью муниципалитета  Торре-де-Монкорву. По старому административному делению входил в провинцию Траз-уж-Монтиш и Алту-Дору. Входит в экономико-статистический  субрегион Доуру, который входит в Северный регион. Население составляет 148 человек на 2001 год. Занимает площадь 17,83 км².